# Pauline M’Barek
Pauline M’Barek (* 1979 in Köln) ist eine deutsche Künstlerin.

## Leben
M’Barek studierte nach dem Abitur von 2000 bis 2007 das Fach Kunst an der Hochschule für bildende Künste Hamburg, unterbrochen von Studien an der École supérieure des beaux-arts de Marseille, der heutigen École supérieure d’art et de design Marseille-Méditerranée im südfranzösischen Marseille. Danach ging sie für drei Jahre an die Kunsthochschule für Medien Köln, die sie 2010 abschloss.

## Stipendien, Preise und Auszeichnungen
- 2003 bis 2007: Stipendium durch das Cusanuswerk, Bonn.
- 2005 bis 2009: Artist in Residence im Vorwerkstift, Hamburg.
- 2005, 2006 und 2007: Auszeichnungen durch die Karl-Heinz-Ditze-Stiftung
- 2006: Ehrenvolle Erwähnung für ihr Video Géographie imaginaire auf der Videoex, Zürich.
- 2010: Finanzierung eines Films durch das Centre national des arts plastiques (CNAP), Paris.
- 2010: Spiridon Neven DuMont-Preis der Kunsthochschule für Medien Köln.
- 2010/2011: Manifesta 8, Murcia, Spanien.
- 2011: Projekt-Stipendium der Kunststiftung NRW.
- 2011: Studio-Stipendium Kölnischer Kunstverein.
- 2012: Hector-Förderpreis des Hector-Kunstpreises der Kunsthalle Mannheim.
- 2013: Projektstipendium der Karin Abt-Straubinger-Stiftung.
- 2013: Stipendium der Stiftung Kulturfonds der neuen Bundesländer.
- 2014: Karl-Schmidt-Rottluff-Stipendium.

## Ausstellungen
- 2014: Formen der Berührung/Forms of Tangency. Frankfurter Kunstverein, Frankfurt am Main.[1]
- 2014: The Tangible Border. Quadriennale Düsseldorf.
- 2013: Semiophoren, Galerie Thomas Rehbein, Köln.
- 2012: Stylo/Caméra in der Präsentation New German Video Art, Deutsches Forum für Kunstgeschichte, Paris.
- 2011: Trophies, Installation, Galerie Sfeir-Semler, Hamburg.
- 2009: mit Anna Lena Grau: Liaisons dangereuses, Galerie Thomas Rehbein, Köln.
- 2008: mit Anna Lena Grau: Zwischen Falten und Schatten. Westwerk, Hamburg.
- 2006: Plattform #3, Kunstverein Hannover, Hannover.
- 2005: Teilnahme bei Les instants video, Marseille.